# Introvoys
Introvoys es una banda musical de género pop/rock de Filipinas formada en 1986. La banda actualmente basa su residencia en Los Ángeles, California en los Estados Unidos.

## Carrera
La banda se formó en la ciudad de Manila en 1986, por 3rd-G Cristóbal, Paco Arespacochaga y Jonathan Buencamino, en un pequeño local de ensayo llamado "Katipunan y Santolan" en Ciudad Quezón. Durante su primer ensayo, 3rd-G enseñó a Paco a tocar la batería. Más adelante se unieron a la banda como Jj, hermano de Jonathan Buencamino, quien se encargó en los teclados, Ira Cruz en las guitarras y Jobert Buencamino en el bajo. Más adelante lograron grabar su primer tema musical titulado "Just a Dream", en la que fue lanzado en un álbum recopilatorio titulado "Kind" en 1988.
Luego la banda lanzó su primer álbum debut titulado, "Back to the Roots" en 1990. Sus dos primeros singles recibieron una respuesta tibia y el sello de la banda, "Dyna Records", lo lanzó al mercado. A pesar de esto, su tercer single titulado "Sin embargo ¿Cuál es el camino?", fue número 1 en todo el Metro Manila en sólo dos semanas. Luego se convirtió en la canción número 1 en todo el país después de un mes, allanando así el camino de la banda para realizar una serie de giras de conciertos a nivel nacional. Entre otros de sus temas musicales del mismo álbum, incluyen entre otros de sus temas musicales como "Llamar a todas las naciones", "Maynila" y "Lullaby", que también fueron números 1 en las Filipinas. Ira Cruz dejó la banda en 1991.
Después que Ira Cruz se retirara, Vic Carpio lo reemplazó como el nuevo guitarrista. El segundo álbum de la banda titulada, "Breaking New Grounds" o "Abriendo una nueva vía", fue lanzado en 1992. En este álbum incluyen sus siguientes temas musicales de éxitos como: ¿Voy a sobrevivir?, Di Na Ako Aasa Pa, Binibini y Estar satisfecho. Este álbum fue reconocido con un disco de platino y en 1993 la banda lanzó su tercer álbum titulado, "Line to Heaven" o "Línea al Cielo". En este álbum también se incluyó una canción cantada en su versión en tagalo titulado "Kailanman".

## Integrantes

### Actuales
- Paco Arespacochaga
- Jonathan Buencamino
- G3 Misa
- Jonathan Dela Paz

### Anteriores
- 3rd-G Cristóbal
- Ira Cruz
- Jobert Buencamino
- Vic Carpio
- Paku Herrera
- Toto Villanueva
- Henry Abesamis
- Jonathan Manuel
- Steve Guadiz
- Chot Ulep
- Tim De Ramos
- Gary Padre
- JJ Buencamino
- Art Pangilinan

## Discografía

### Álbumes de estudio
- Back To The Roots (Dyna Music, 1990)
- Breaking New Grounds (MCA Music Philippines, 1992)
- Line To Heaven (MCA Music Philippines, 1993)
- One (MCA Music Philippines, 1996)
- Eroplano (MCA Music Philippines, 1997)
- A Brighter Day (MCA Music Philippines, 2005)

### Álbum en vivo
- Greatest Hits...Live (Polycosmic Records, 1994)

### Compilaciones
- New Beginnings: The Greatest Hits Collection (2heaven Muzik, 2007)

## Singles
- Solo un sueño
- Sin embargo ¿Cuál camino
- Kaibigan
- Llamar a todas las naciones
- Maynila
- Lullabye
- ¿Sobreviviré
- 'Di Na Ko Aasa Pa
- Binibini
- Estás feliz
- Línea al Cielo
- Kailanman
- Mi novia
- Kapayapaan
- Dime por qué
- Más que un amigo
- Magkaisa Tayong Lahat
- Viviendo mi vida
- En un rato
- Deseo
- Nasaan Ka